# Molophilus (Molophilus) gomesi
Molophilus (Molophilus) gomesi is een tweevleugelige uit de familie steltmuggen (Limoniidae). De soort komt voor in het Neotropisch gebied.